# یخچال طبیعی روزگ
یخچال طبیعی روزگ (به لاتین: Roseg Glacier) یک یخچال طبیعی در سوئیس است که در کانتون گراوبوندن واقع شده‌است.